# Kanton Saint-Palais
Kanton Saint-Palais (francouzsky Canton de Saint-Palais) je francouzský kanton v departementu Pyrénées-Atlantiques v regionu Akvitánie. Tvoří ho 27 obcí.

## Obce kantonu
- Aïcirits-Camou-Suhast
- Amendeuix-Oneix
- Amorots-Succos
- Arbérats-Sillègue
- Arbouet-Sussaute
- Aroue-Ithorots-Olhaïby
- Arraute-Charritte
- Béguios
- Béhasque-Lapiste
- Beyrie-sur-Joyeuse
- Domezain-Berraute
- Etcharry
- Gabat
- Garris
- Gestas
- Ilharre
- Labets-Biscay
- Larribar-Sorhapuru
- Lohitzun-Oyhercq
- Luxe-Sumberraute
- Masparraute
- Orègue
- Orsanco
- Osserain-Rivareyte
- Pagolle
- Saint-Palais
- Uhart-Mixe